# Tolna burdoni
Tolna burdoni är en fjärilsart som beskrevs av Robert H. Carcasson 1965. Tolna burdoni ingår i släktet Tolna och familjen nattflyn. Inga underarter finns listade i Catalogue of Life.